# Ascanio Balbo

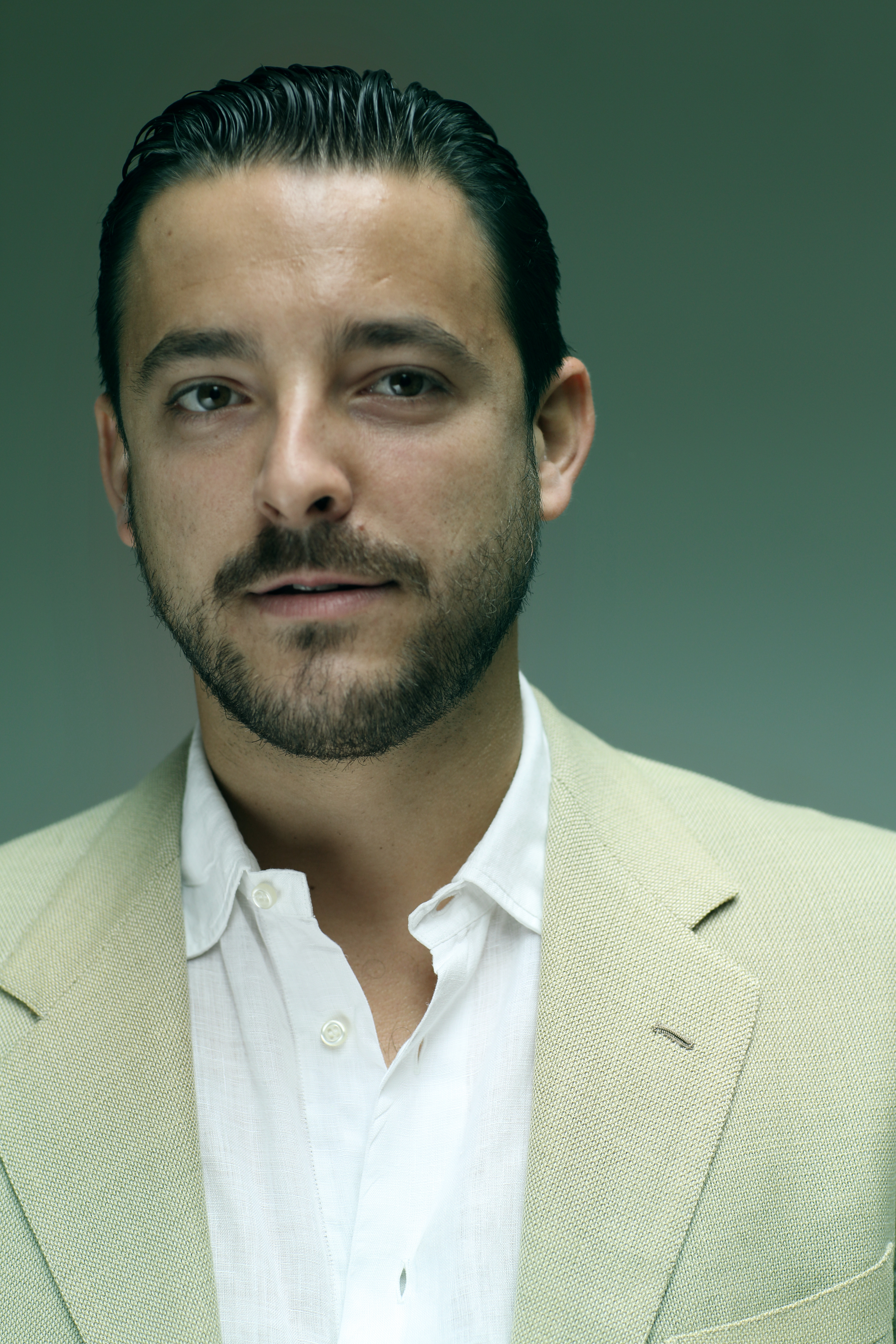
Ascanio Balbo nel 2019

Ascanio Balbo, all'anagrafe Ascanio Balbo di Vinadio (Bologna, 7 ottobre 1987), è un attore italiano.

## Biografia
Nel 2006, dopo il conseguimento del diploma di liceo scientifico, si trasferisce da Bologna a Roma. Nel 2008 perfeziona lo studio della lingua inglese a Sydney, in Australia e studia recitazione al National Institute of Dramatic Art (NIDA). Tornato in Italia, si iscrive alla John Cabot University di Roma, laureandosi in scienze della comunicazione nel 2011.
Nello stesso anno inizia un percorso di formazione in recitazione con i docenti e membri dell'Actor's Studio di New York Danny Lemmo e Michael Margotta, oltre che con personalità di livello internazionale come Giles Foreman, Doris Hicks, Pierpaolo Lovino e Camillia Monet.
Il debutto nel cinema avviene nel 2014 con Sapore di te, regia di Carlo Vanzina, dove interpreta il maestro di tennis, e prosegue sui set di Tutta colpa di Freud, diretto da Paolo Genovese, di Un ragazzo d’oro, film drammatico per la regia di Pupi Avati, e della commedia Banana, diretta da Andrea Jublin.
Nel 2015 esordisce sul piccolo schermo nel ruolo di Flavio Collina, nella settima edizione di Squadra Antimafia per Canale 5.
Dopo diverse partecipazioni a cortometraggi d’autore, nuovamente per la televisione, nel 2018, prende parte alla quarta stagione della serie Gomorra nel ruolo di Fabrizio, il gestore della discarica, e al film Il testimone invisibile, diretto da Stefano Mordini.
Nel 2019, ancora per la regia di Stefano Mordini, interpreta il ruolo di Rudi in Gli infedeli e il ruolo di Carlo nel film L'incredibile storia dell'Isola delle Rose, diretto da Sydney Sibilia, entrambi in uscita nel 2020.
Vive e lavora a Roma.

## Filmografia

### Cinema
- Sapore di te, regia di Carlo Vanzina (2014)
- Tutta colpa di Freud, regia di Paolo Genovese (2014)
- Un ragazzo d’oro, regia di Pupi Avati (2014)
- Banana, regia di Andrea Jublin (2015)
- Il testimone invisibile, regia di Stefano Mordini (2018)
- Gli infedeli, regia di Stefano Mordini (2020)
- L'incredibile storia dell'Isola delle Rose, regia di Sydney Sibilia (2020)

### Televisione
- Squadra antimafia 7 – serie TV, 5 episodi (2015)
- Gomorra - La serie – serie TV, episodio 4x03 (2019)
- Speravo de morì prima, regia di Luca Ribuoli – miniserie TV (2021)
- Il nostro generale – serie TV (2023)
- Leopardi - Il poeta dell'infinito, regia di Sergio Rubini – miniserie TV, puntata 1 (2025)

### Cortometraggi
- Suoni nel tempo, regia di Gianni Leonetti (2013)
- La donna giusta, regia di Brando De Sica (2014)
- Caseina, regia di Luca Arseni (2015)
- The Legend, regia di Luca Arseni (2017)
- Er cavaliere de Roma, regia di Luca Arseni (2018)
- Il Piazzista, regia di Gianluca Viti (2019)
- Il Provino, regia di Gregorio Sassoli (2022)
- Golden Shopping Arcade, regia di Francesco Ricci Lotteringi (2023)